# Erdősmecske
Erdősmecske est un village et une commune du comitat de Baranya en Hongrie.